# Neocoenorhinidius cyaneus
Neocoenorhinidius cyaneus là một loài bọ cánh cứng trong họ Rhynchitidae. Loài này được Formanek miêu tả khoa học năm 1911.